# María Salas Larrazábal
María Presentación Salas Larrazábal, también conocida como Mary Salas (Burgos, 22 de noviembre de 1922-Madrid, 15 de noviembre de 2008) fue una escritora, periodista, especialista en educación de adultos y pionera del laicado femenino español. Estuvo vinculada a Acción Católica, fue la primera presidenta de la ONG Manos Unidas. Pionera en la lucha por la igualdad en 1960 fue cofundadora del Seminario de Estudios Sociológicos de la Mujer precursor de los estudios de género en España y posteriormente impulsó en 1986 el Foro de Estudios sobre la Mujer que presidió. 

## Trayectoria
Su padre era general. Estudió Filosofía y Letras y se licenció en Filología Semítica cuando apenas las mujeres iban a la universidad, también estudió periodismo en la Escuela Oficial.
Fue vicepresidenta del Consejo Superior de Mujeres de la Acción Católica y responsable de la Comisión de Educación de Adultos de la Unión Mundial de Organizaciones Femeninas Católicas, uno de los cargos que la obligó a viajar por todo el mundo, conociendo muy distintas realidades que después fue plasmando en sus libros. También dirigió una de las pocas residencias universitarias para chicas de Madrid.
Durante toda su vida estuvo vinculada a la Acción Católica — de la que fue dirigente nacional durante más de veinte años — y a los Centros de Cultura Popular, que presidió hasta 1968.
En 1960 fue cofundadora del Seminario de Estudios Sociológicos de la Mujer impulsado por María Laffitte en el que también participaron Lilí Álvarez o Elena Catena, Consuelo de la Gándara, núcleo de feminismo moderado e intelectual, precursor de los estudios de género en España.

### Cofundadora de Manos Unidas
También en 1960 fue una de las fundadoras y primera presidenta nacional de Manos Unidas y junto con Pilar Bellosillo (única mujer española auditora en el Concilio Vaticano II), fue pieza fundamental de la Unión Mundial de Organizaciones Femeninas Católicas. 
Mary Salas fue la encargada de iniciar en España la «Campaña contra el hambre» y muchos de los primeros artículos que se escribieron para difundir las ideas básicas de la organización la difusión de las ideas contenidas en el manifiesto fundacional de la UMOFC de 1955, en el que se declaraba la «guerra al hambre», se deben a su pluma.
En 1968 viajó al África negra con Pilar Bellosillo en una misión para la promoción de la mujer. Tras una reunión en Kinshasa (República Democrática del Congo), recorrieron Costa de Marfil, Camerún y Senegal para formar a dirigentes católicas a fin de orientales en la nueva era de la independencia. Antes recorrieron Argentina, Colombia y México, en un curso de un mes pagado por la UNESCO para la formación de dirigentes. Y a Madagascar, donde se aplicó a instruir a mujeres rurales.[cita requerida]
Entre sus misiones, la que le dejó más profunda huella fue la que le llevó a la India explica en sus memorias. «Hubo una hambruna tremenda, yo creo que la última. En Roma nos encargaron a Acción Católica que hiciéramos colectas. Era una situación angustiosa, se estaba muriendo mucha gente. Sacamos 110 millones de pesetas. Escribimos a Indira Gandhi preguntándole qué necesitaban. Nos dijeron que arroz y vehículos para transportar las ayudas que les llegaban al puerto de Bombay».[cita requerida]
En 1977 fue candidata al Congreso de Diputados por Burgos de la mano del partido Izquierda Democrática promovido por Joaquín Ruiz Giménez. 
Colaboró asiduamente en las revistas Ecclesia, Vida Nueva y fue columnista habitual en la nueva andadura de la revista Signo, hasta que se despidió de los lectores en junio de 2008, al verse agravada su enfermedad. 

## Compromiso con los derechos de las mujeres
En 1959 publicó su primera obra Nosotras, las solteras dedicada a las mujeres que decidían no casarse. Su biógrafa explica que quiso dignificar esta opción personal y alejarla «de la soltería rancia que aparecía en muchos chistes».
En 1960 fue cofundadora del Seminario de Estudios Sociológicos de la Mujer impulsado por María Laffitte, grupo precursor de los estudios de género e igualdad en España que sirvió de puente entre el feminismo moderado desde la órbita democristiana y los grupos feministas más reivindicativos.
Sobre su compromiso en la defensa de los derechos de las mujeres fue el papa Pío XII quien la impulsó en su compromiso feminista recuerda Pedro Miguel Lamet sus palabras en el homenaje realizado en Alandar.  “En los años 50, nos animaba a las mujeres católicas a que ocupáramos todos los espacios. El quiso presentar un feminismo cristiano, porque veía la fuerza del feminismo laico. Decía que la mujer tenía mucho que hacer para transformar un mundo selvático en humano. Yo se lo oí en Roma y fíjate lo que significaba esto para las mujeres de España, que no teníamos ningún derecho”.
En 1986 impulsó la creación del Foro de Estudios sobre la Mujer (FEM) junto a Pilar Bellosillo, Dolores Aleixandre y Marifé Ramos, un espacio de reflexión de mujeres cristianas con redes europeas abriendo un horizonte en el ecumenismo.

## Premios y reconocimientos
- 1996 premio de la revista Alandar, por su labor incansable a favor de los derechos de la mujer.[7]
- 2001 su nombre fue incluido en la exposición “100 mujeres del siglo XX que abrieron camino en el siglo XXI” organizada por el Consejo de la Mujer de la Comunidad de Madrid.[8]
- 2004 premio ¡Bravo! especial de la Conferencia Episcopal Española[9] "por su larga trayectoria personal y divulgativa, tanto el mundo editorial como en el periodístico, a favor de la promoción de la dignidad y misión de la mujer en la sociedad y en la Iglesia. Todo ello realizado con un gran sentido de compromiso cristiano y eclesial"[10]

## Publicaciones
- Nosotras las solteras. (1959)  Juan Flors, Editor. Colección Remanso
- De la promoción de la mujer a la teología feminista: cuarenta años de historia. (1993)